# Ariel Hukporti
Ariel Washington Hukporti (* 12. April 2002 in Stralsund) ist ein deutscher Basketballspieler. Hukporti ist 2,13 Meter groß und wird als Center eingesetzt. Er steht im Dienst der New York Knicks in der National Basketball Association (NBA).

## Laufbahn
Der in Stralsund geborene Hukporti, der togolesischer Abstammung ist, spielte als Jugendlicher Fußball und wechselte dann zum Basketball und damit zu dem Sport, den auch seine Mutter trieb. Der Linkshänder spielte in der Nachwuchsabteilung des USC Freiburg und lief in der Jugend-Basketball-Bundesliga auf. Im Anschluss an das Spieljahr 2015/16 erhielt Hukporti Angebote mehrerer Bundesligisten, darunter Bayern München, Bamberg, Ulm und Ludwigsburg. Er entschloss sich zum Wechsel nach Ludwigsburg, wo er ab der Saison 2016/17 im Jugendbereich spielte. Mitte Januar 2019 gab Hukporti im Spiel gegen Bayreuth seinen Einstand im Trikot der MHP Riesen Ludwigsburg in der Basketball-Bundesliga. Im Februar 2020 nahm er an einer vom Weltverband FIBA und der NBA durchgeführten Sichtungsveranstaltung in Chicago (Basketball Without Borders Global Camp) teil und wurde dort als bester Spieler ausgezeichnet. In der Spielzeit 2019/20 wurde er mit Ludwigsburg deutscher Vizemeister, er erzielte im Saisonverlauf in der Bundesliga 2,2 Punkte und 2,1 Rebounds je Begegnung.
Im Juli 2020 wechselte er zu KK Nevėžis Kėdainiai in die erste Liga Litauens, Lietuvos krepšinio lyga. Er brachte es in der Saison 2020/21 auf Mittelwerte von 10,4 Punkten und 7,4 Rebounds je Begegnung. Im Sommer 2021 nahm er ein Angebot der australischen Mannschaft Melbourne United an, die den Deutschen im Rahmen eines Programms der National Basketball League zur Förderung junger Spieler verpflichtete, die die Aussicht auf den Sprung in die nordamerikanische NBA haben. Hukporti bestritt in der Saison 2021/22 insgesamt 27 Einsätze für Melbourne, in denen er es auf Mittelwerte von 7,2 Punkten und 5,1 Rebounds brachte. In der Vorbereitung auf die Saison 2022/23 erlitt er einen Achillessehnenriss. In der anschließenden Saison 2023/24 erreichte er mit Melbourne das Finale gegen die Tasmania JackJumpers, verlor aber die Serie mit 2:3 und wurde NBL-Vizemeister.
Im Frühling 2024 kehrte Hukporti nach Ludwigsburg zurück. Beim NBA-Draftverfahren im Juni 2024 wurde er an 58. und damit letzter Stelle von den Dallas Mavericks ausgewählt. Die Texaner gaben die Rechte an dem Deutschen sowie jene an Petteri Koponen anschließend an die New York Knicks ab. Im Gegenzug erhielt Dallas die Rechte am Franzosen Melvin Ajinça. Am 8. Juli 2024 statteten ihn die Knicks mit einem Zweiwegevertrag über eine Laufzeit von einem Jahr aus. Damit stand Hukporti, der sich als Nachfolger Isaiah Hartensteins von seinem Landsmann beraten ließ und sogar dessen Rückennummer auswählte, die Hälfte des Rookie-Mindestgehalts zu. Hukporti bestritt für das Farmteam Westchester Knicks vier Spiele in der NBA G-League. Die New York Knicks mussten im Zuge des Transfers von Karl-Anthony Towns im Oktober 2024 beim Aufstocken des Aufgebots auf mindestens 14 Spieler aus finanziellen Gründen jedoch auf Spieler zurückgreifen, die per Zweiwegevertrag bereits an die New York Knicks gebunden waren. Deswegen einigte man sich mit Hukportis Beratern auf einen ungarantierten Standard-Vertrag über zwei Jahre, der für New York die Möglichkeiten beinhaltet, den Deutschen nach dem ersten Vertragsjahr für ein zweites zu behalten oder ihn abzugeben.

### Nationalmannschaft
Im Juni 2017 bestritt Hukporti erste Länderspiele für die deutsche U16-Nationalmannschaft. Im April 2018 gewann er mit der U18-Nationalmannschaft das Albert-Schweitzer-Turnier. Im Sommer 2018 gehörte er zum Aufgebot der deutschen Mannschaft bei der U16-Europameisterschaft. Im Turnierverlauf war er mit 9,6 Punkten und 5,9 Rebounds pro Spiel ein Leistungsträger der DBB-Auswahl. Bei der U18-EM 2019 wurde er Elfter und kam während des Turniers in Griechenland auf Mittelwerte von 10,1 Punkten, 6,4 Rebounds sowie 1,6 Blocks je Begegnung.

## Erfolge und Auszeichnungen

### Als Nationalspieler
- Sieger des Albert-Schweitzer-Turniers 2018

### Auszeichnungen
- Wertvollster Spieler des All-Star-Spiels der Nachwuchs-Basketball-Bundesliga: 2019
- Rookie des Jahres der Nachwuchs-Basketball-Bundesliga: 2019